# Xiphorhynchus pardalotus
El trepatroncos silbador o trepador silbador (en Venezuela) (Xiphorhynchus pardalotus), es una especie de ave paseriforme de la familia Furnariidae, subfamilia Dendrocolaptinae, perteneciente al género Xiphorhynchus. Es nativa del escudo guayanés y del noreste de la cuenca amazónica en Sudamérica.

## Distribución y hábitat
Se distribuye desde el sur y sureste de Venezuela (posiblemente también en el extremo sureste de Colombia), hacia el este, por la región de los tepuyes, por el norte de Brasil, Guyana, Surinam y Guayana francesa y hacia el sur por el noreste de la Amazonia brasileña al norte de los ríos Negro y Amazonas.
Esta especie es considerada bastante común en su hábitat natural: el sotobosque de selvas húmedas, por debajo de los 600 m de altitud, localmente a mayores elevaciones en los tepuyes.

## Sistemática

### Descripción original
La especie X. pardalotus fue descrita por primera vez por el naturalista francés Louis Pierre Vieillot en 1818 bajo el nombre científico Dendrocopus pardalotus; la localidad tipo es: «Cayena».

### Etimología
El nombre genérico masculino «Xiphorhynchus» se compone de las palabras del griego «ξιφος xiphos»: espada, y «ῥυγχος rhunkhos»: pico; significando «con pico en forma de espada»; y el nombre de la especie «pardalotus», del griego «παρδαλωτος pardalōtos»: moteado como un leopardo.

### Taxonomía
Los datos genéticos evidenciaron que la presente especie es basal al par formado por las especies hermanas Xiphorhynchus ocellatus (con X. beauperthuysii) y Xiphorhynchus chunchotambo.

### Subespecies
Según las clasificaciones del Congreso Ornitológico Internacional (IOC) y Clements Checklist v.2019 se reconocen dos subespecies, con su correspondiente distribución geográfica:
- Xiphorhynchus pardalotus caurensis Todd, 1948 – región de los tepuyes desde el sur y sureste de Venezuela (Amazonas, Bolívar) y adyacencias del norte de Brasil hacia el este hasta el oeste de Guyana; posiblemente también al oeste en el extremo este de Colombia.
- Xiphorhynchus pardalotus pardalotus (Vieillot, 1818) – noreste de la Amazonia en las Guayanas y  norte de Brasil (del río Negro al este hasta Amapá); supuestos registros al sur del río Amazonas (alto río Urucu y bajo río Tapajós) probablemente se traten de especímenes mal etiquetados.